# Adam Prażmowski (astrofizyk)
Adam Józef Ignacy Prażmowski herbu Belina (ur. 15 marca 1821 w Warszawie, zm. 15 lutego 1885 w Ville-d’Avray k. Paryża) – polski astrofizyk, najwybitniejszy polski astronom XIX wieku.

## Życiorys
Jego rodzicami byli Józef (sędzia apelacyjny) i Teresa, a stryjem – biskup płocki Adam Michał Prażmowski.
Od 1839 roku pracował w obserwatorium warszawskim jako asystent. W latach 40. i 50. XIX wieku bierze udział w licznych pomiarach geodezyjnych. Współpracował przy nich m.in. z Franciszkiem Armińskim, Janem Baranowskim, Wilhelmem Struve oraz Johannem Jacobem Baeyerem. W 1854 roku Prażmowski opracował metodę wyznaczania błędów osobistych obserwatora. W 1860 roku, obserwując zaćmienie Słońca w Hiszpanii, odkrył, że światło korony słonecznej jest spolaryzowane, a światło protuberancji słonecznej nie. Udowodnił, że korona jest powiązana ze Słońcem, a nie jak poprzednio sądzono z Księżycem.
Był encyklopedystą, jednym z autorów haseł do 28 tomowej Encyklopedii Powszechnej Orgelbranda z lat 1859-1868. Jego nazwisko wymienione jest w I tomie z 1859 roku na liście twórców zawartości tej encyklopedii.
W 1863 roku wyjechał jako stypendysta do Paryża i tam pozostał. Był konstruktorem urządzeń optycznych w firmie optycznej E. Hartnacka, której stał się również współwłaścicielem, a w roku 1871 właścicielem. Zbudował i udoskonalił m.in. pryzmatyczny polaryzator i celostat. W latach 1880–1882 był prezesem emigracyjnego Polskiego Towarzystwa Nauk Ścisłych, zajmował się także badaniem polaryzacji światła komet.
Pochowany został na cmentarzu Père-Lachaise w Paryżu (kw. 41, rz. 14, g. 29).